# Talas (Kirghizistan)
Talas (in kirghiso Талас?) è una città del Kirghizistan, capoluogo della provincia e del distretto omonimi; è sita nell'area nord occidentale del paese, all'interno della valle del Talas, tra due imponenti catene montuose.
La città venne fondata da coloni slavi orientali nel 1877.

## Infrastrutture e trasporti
L'economia del posto è sempre stata tradizionalmente orientata verso la storica città di Taraz (precedentemente conosciuta come Talas e Dzhambul) la quale al giorno d'oggi si trova in Kazakistan; dopo il collasso dell'Unione Sovietica le due città si sono trovate divise da un confine rigidamente controllato dalle autorità kazake con gravi ripercussioni sull'economia di Talas e dell'intera valle. La situazione è ulteriormente peggiorata dal fatto che le vie di trasporto che collegano la zona con il resto del Kirghizistan sono naturalmente limitate dalle alte montagne circostanti. L'unica strada carrozzabile per Bishkek e il resto del paese raggiunge picchi superiori ai 3500 s.l.m. per poi scendere con numerosi tornanti verso la valle di Čuj e Bishkek.

## Manas
Si racconta che il mitico eroe nazionale chirghiso Manas sia nato tra le montagne Alatau nella regione di Talas; pochi chilometri fuori da Talas si trova un mausoleo, presumibilmente quello dell'eroe, chiamato Kümböz Manas. Sebbene l'iscrizione sulla facciata sia dedicata a "... La più gloriosa tra le donne Kenizek-Khatun, figlia dell'ermiro Abuka", la leggenda giustifica che la moglie di Manas, Kanikey, ordinò un'iscrizione deliberatamente falsa, in maniera tale da depistare i nemici del marito e quindi prevenire la profanazione del suo corpo. La struttura, conosciuta come Manastin Khumbuzu o Il Ghumbez di Manas, è ritenuta essere stata costruita nel 1334; al giorno d'oggi contiene un museo dedicato all'epopea, nei pressi è presente anche una collinetta cerimoniale.

## Clima
| Talas (1991-2020) Fonte:         | Mesi         | Mesi         | Mesi         | Mesi         | Mesi        | Mesi        | Mesi        | Mesi        | Mesi        | Mesi         | Mesi         | Mesi         | Stagioni | Stagioni | Stagioni | Stagioni | Anno  |
| Talas (1991-2020) Fonte:         | Gen          | Feb          | Mar          | Apr          | Mag         | Giu         | Lug         | Ago         | Set         | Ott          | Nov          | Dic          | Inv      | Pri      | Est      | Aut      | Anno  |
| -------------------------------- | ------------ | ------------ | ------------ | ------------ | ----------- | ----------- | ----------- | ----------- | ----------- | ------------ | ------------ | ------------ | -------- | -------- | -------- | -------- | ----- |
| T. max. media (°C)               | 2,6          | 4,1          | 10,4         | 17,0         | 22,0        | 26,7        | 28,7        | 27,8        | 23,4        | 17,3         | 9,9          | 4,2          | 3,6      | 16,5     | 27,7     | 16,9     | 16,2  |
| T. media (°C)                    | −4,2         | −2,4         | 3,7          | 10,1         | 15,2        | 19,5        | 21,3        | 19,8        | 14,7        | 8,8          | 2,5          | −2,5         | −3,0     | 9,7      | 20,2     | 8,7      | 8,9   |
| T. min. media (°C)               | −9,5         | −7,6         | −1,7         | 3,9          | 8,3         | 12,2        | 13,7        | 12,0        | 6,9         | 2,1          | −2,8         | −7,5         | −8,2     | 3,5      | 12,6     | 2,1      | 2,5   |
| T. max. assoluta (°C)            | 18,8 (2021)  | 24,6 (2016)  | 28,0 (2010)  | 34,0 (1988)  | 34,7 (2018) | 37,2 (1953) | 40,1 (1983) | 37,5 (1997) | 36,1 (2009) | 32,4 (2002)  | 28,2 (2017)  | 20,3 (1998)  | 24,6     | 34,7     | 40,1     | 36,1     | 40,1  |
| T. min. assoluta (°C)            | −31,7 (2012) | −35,0 (1951) | −24,0 (1989) | −10,5 (2020) | −7,8 (1949) | 2,3 (1985)  | 5,4 (2014)  | −0,5 (1996) | −3,6 (1993) | −13,4 (1982) | −32,2 (1954) | −30,0 (1974) | −35,0    | −24,0    | −0,5     | −32,2    | −35,0 |
| Precipitazioni (mm)              | 15           | 20           | 33           | 55           | 47          | 32          | 16          | 12          | 14          | 23           | 27           | 19           | 54       | 135      | 60       | 64       | 313   |
| Pressione a 0 metri s.l.m. (hPa) | 0            | 0            | 0            | 0            | 0           | 0           | 0           | 0           | 0           | 0            | 0            | 0            | 0        | 0        | 0        | 0        | 0     |